# Claude Desgots
Claude Desgots, ou Desgotz, né en 1655 et mort en 1732, est un architecte et jardinier français.

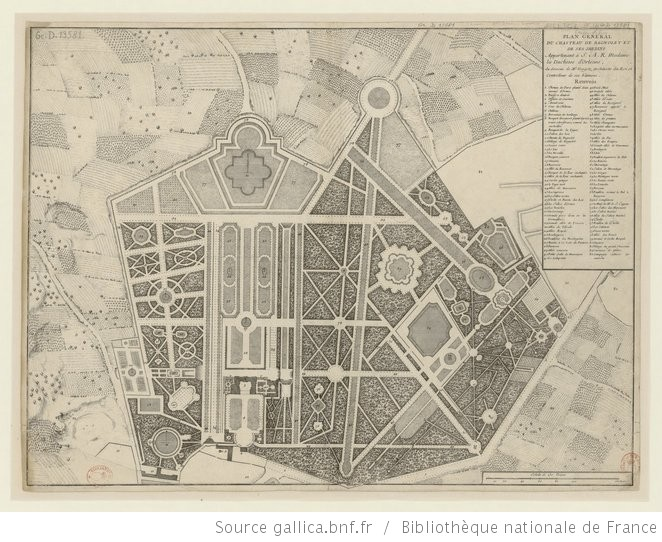
Les inventions de Claude Desgots

## Biographie
Fils de Pierre II Desgots (1629-1688), jardinier du roi aux Tuileries, et de Marthe Seberville, et petit-fils de Pierre I Desgots (mort en 1675), également jardinier du roi aux Tuileries, et d'Élisabeth Le Nôtre (1616-1640), sœur d’André Le Nôtre. Élève et collaborateur de son grand-oncle, il participe avec lui aux travaux du parc du château de Chantilly, des Tuileries, de Saint-Cloud, de Sceaux et du Trianon.
En 1675, il est pensionnaire de l’Académie de France à Rome. Il y est encore en 1679 quand son grand-oncle vient à Rome. Il participe en 1677 au concours de l'Accademia di San Luca. Il est classé 3e, Augustin-Charles d'Aviler 2e et Simon Chupin 1er.
Il se rend en Angleterre en 1689. En 1692, Le Nôtre lui transmet la moitié de sa charge de dessinateur des plants et parterres et fait de lui, en 1698, son héritier désigné en lui cédant son office de contrôleur général des bâtiments et manufactures de sa majesté, ainsi que ses papiers et deux mille livres de pensions. 
En 1698, il fait un voyage à Londres. André Le Nôtre qui avait reçu l'autorisation du roi de se rendre en Angleterre n'y est pas allé. En 1700, succédant à son grand-oncle mort, il est appelé en Angleterre pour y dessiner les jardins du roi au château de Windsor.
De retour en France, il fait exécuter un escalier monumental au château d'Anet pour le duc de Vendôme, et après 1727 reconstruit le château de Perrigny en Bourgogne.
Il dessine également les jardins du Palais-Royal, du château de Saint-Maur et de Champs-sur-Marne.
Il devient architecte de la 2e classe de l'Académie royale d'architecture en 1717-1718 et de la 1re classe en mars 1720.
Il s'est marié avec Brigitte Marion, fille d'Antoine Marion, intendant du marquis de Béringhen, premier écuyer de la Petite Écurie. Son successeur est son gendre Jean-Charles Garnier d'Isle marié à Magdelaine Jullie Desgots le 19 avril 1723.

## Principales réalisations

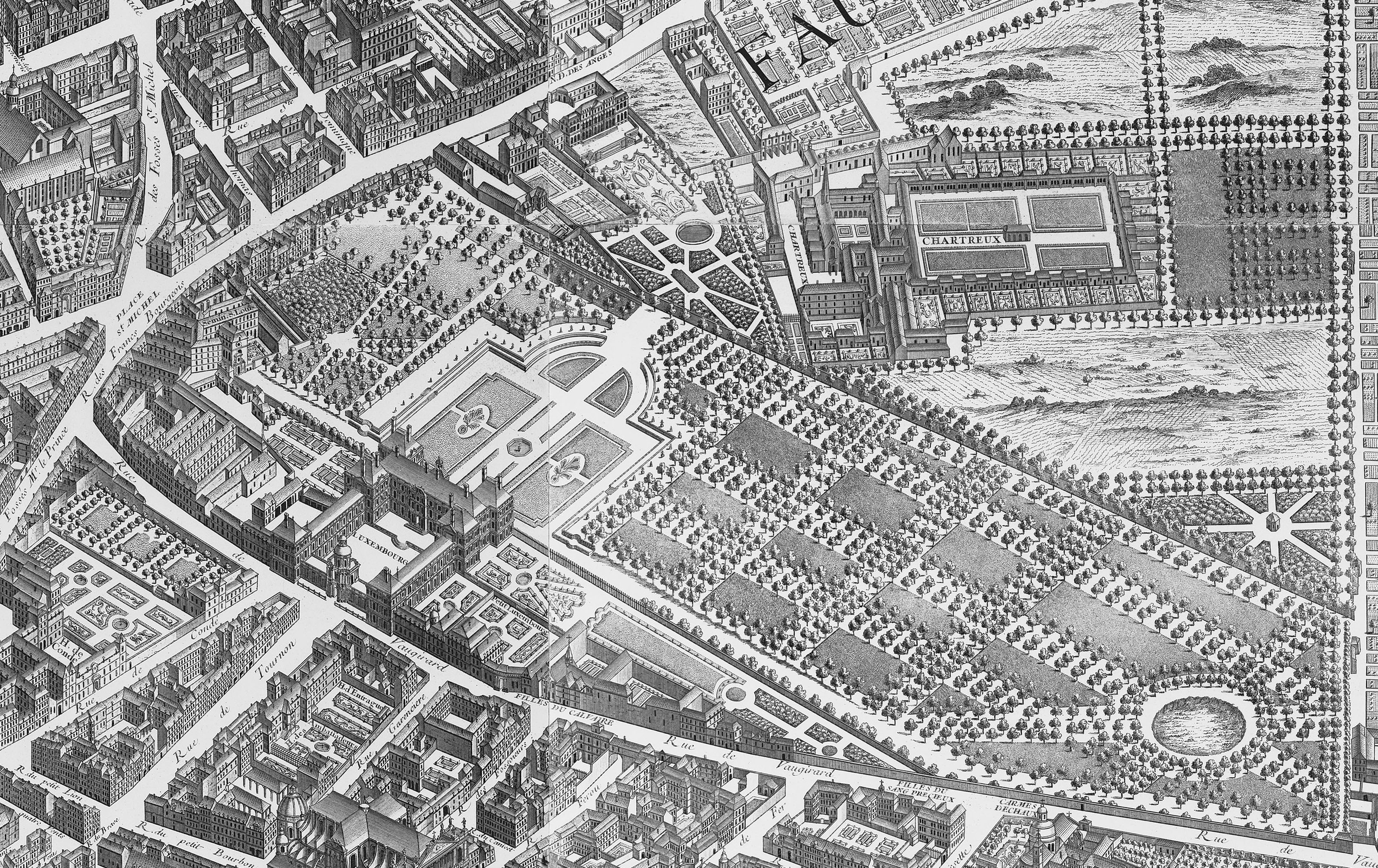
Le jardin du Luxembourg, dessiné par Desgots, sur le plan de Turgot, en 1739.

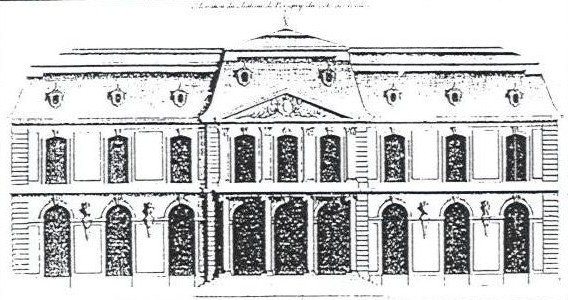
Projet de reconstruction du château de Perrigny en Bourgogne.

- Les jardins du Palais Het Loo, dans les Provinces-Unies
- parc du château d'Issy
- parc du château de Chantilly
- parc de Choisy
- restauration et modernisation du château d'Anet avec la création de l'escalier d'honneur et du pavillon du gouvernement (1680)
- parc du château de Champs-sur-Marne (Domaine national) (vers 1710)
- château de Sablé, en tant qu’architecte (vers 1711)
- château de Perrigny-lès-Dijon, en Bourgogne (aujourd'hui disparu), en tant qu'architecte (vers 1727)
- parc du château de Bagnolet pour la duchesse d'Orléans.
- Jardins de Mademoiselle de La Vallière

## Famille
- Jean Desgots (ou Desgotz), marchand plâtrier à Rully (Oise) et jardinier du roi aux Tuileries, marié à Catherine Vincent,
  - Pierre I Desgotz (vers 1600-mort le 3 mai 1675), jardinier du roi aux Tuileries, marié en 1625, en premières noces, à Élisabeth Le Nôtre, sœur d'André Le Nôtre.
    - Pierre II Desgots (1630-1688), jardinier du roi aux Tuileries, marié en 1654 en premières noces à Marthe Sébeville.
      - Claude Desgots, jardinier du roi, contrôleur général des bâtiments et manufactures du roi, marié à Brigitte Marion,
        - Magdelaine Jullie Desgots, marié en 1723 à Jean-Charles Garnier d'Isle.

      - François Desgots (vers 1658-1723), officier de marine, capitaine de vaisseau du roi à Toulon en 1705, marié en 1690 à Toulon avec Marie Madeleine de Martelly (1675-1753). Il est fait héritier universel pour la moitié de ses biens par son grand-oncle, André Le Nôtre[5].
        - François Vincent Hyacinthe Desgots (1694-avant 1750), lieutenant de vaisseau du roi, marié en 1733 à Marie-Thérèse de La Rue d'Héricourt (1710-1750).
        - Joseph Desgots (1695- après 1760), capitaine de vaisseau du roi, marié en 1755 avec Marie-Anne Lemère, puis en 1760 avec Marie de Martelly.
        - Pierre Bruno Desgots (1704-1740), officier d'infanterie de marine, débarque à Saint-Domingue en 1724, marié en 1738 à Croix-des-Bouquets avec Marie Louise Cauvet (1717-1754).
          - Charlotte Louise Desgots (1739-1804), mariée en 1763 à Boynes à Pierre Étienne Bourgeois de Boynes, secrétaire d'État de la Marine de Louis XV, en 1771.